# Escapade
Escapade è il terzo singolo estratto dall'album
Rhythm Nation 1814, della cantautrice statunitense Janet Jackson e pubblicato nel 1990.

## Descrizione
La canzone fu scritta dalla Jackson in collaborazione con Jimmy Jam e Terry Lewis. Conquistò la vetta della classifica di Billboard, rimanendoci per tre settimane a partire dal 3 marzo 1990. Divenne il terzo brano della cantante a raggiungere la posizione numero uno. Si piazzò anche in vetta alla classifica rhythm and blues/hip hop ottenne un Disco d'oro. Il videoclip relativo, diretto da Peter Smillie, è ambientato nel periodo di carnevale.

## Tracce
1. Escapade
2. Escapade (Instrumental)

### Remix ufficiali
1. Escapade (Album Version) – 4:44
2. Escapade (Instrumental) – 4:09
3. Escapade (Hippiapolis Mix) – 4:28
4. Escapade (Hippiapolis Dub) – 4:25
5. Escapade (The Get Away 7") – 4:42
6. Escapade (The Get Away Dub) – 5:16
7. Escapade (We've Got It Made 7") – 4:21
8. Escapade (The Good Time 7") – 4:42
9. Escapade (Shep's Good Time Mix) – 7:31
10. Escapade (Shep's Good Time Mix) – 7:15
11. Escapade (Housecapade 7") – 4:26
12. Escapade (Shep's Housecapade Mix) – 7:55
13. Escapade (Housecapade Dub) – 5:42
14. Escapade (I Can't Take No More Dub) – 4:57
15. Escapade (One Nation Under a Rhythm Mix) – 7:00

## Classifiche
| Posizione | 37 | 30 | 17 | 9 | 3 | 2 | 1 | 1 | 1 | 3 | 7 | 14 | 23 | 35 | 54 | 71 | 99 |

| Classifica (1990)                        | Massima posizione |
| ---------------------------------------- | ----------------- |
| Australia                                | 25                |
| Belgio                                   | 11                |
| Canada                                   | 1                 |
| Paesi Bassi                              | 13                |
| Francia                                  | 23                |
| Germania                                 | 17                |
| Regno Unito                              | 17                |
| Billboard (USA)                          | 1                 |
| Rhythm and blues/hip hop Billboard (USA) | 1                 |
| Dance di Billboard (USA)                 | 1                 |
| Contemporaneo di Billboard               | 16                |